# Kościół Krzyża Świętego w Łomży
Kościół Krzyża Świętego w Łomży – rzymskokatolicki kościół parafialny należący do parafii pod tym samym wezwaniem (dekanat Łomża – św. Michała Archanioła diecezji łomżyńskiej).
W dniu 25 marca 2000 roku biskup łomżyński Stanisław Stefanek pobłogosławił rozpoczęcie budowy nowego kościoła według projektu architekta Marka Przeździeckiego z Warszawy. Świątynia ta budowana była dzięki staraniom księdza proboszcza Andrzeja Godlewskiego jako wotum wdzięczności za 1000 lat chrześcijaństwa na ziemi łomżyńskiej. Kamień węgielny pod budowę tego kościoła został wmurowany 21 września 2000 roku przez biskupa Stanisława Stefanka. W dniu 14 czerwca 2009 roku ten sam biskup pobłogosławił świątynię i rozpoczęto w niej odprawianie nabożeństw.